# Albertson Van Zo Post
Albertson Van Zo Post (Cincinnati, Estats Units 1866 - Nova York 1938) fou un tirador d'esgrima nord-americà, guardonat amb cinc medalles olímpiques.

## Biografia
Va néixer el 28 de juliol de 1866 a la ciutat de Cincinnati, població situada a l'estat d'Ohio.
Va morir el 23 de gener de 1938 a la seva residència de la ciutat de Nova York.

## Carrera esportiva
Van Zo Post va participar, als 37 anys, en els Jocs Olímpics d'Estiu de 1904 realitzats a Saint Louis (Estats Units), on va aconseguir guanyar la medalla d'or en la prova de Singlestick, la medalla de plata en la prova de floret i la medalla de bronze en la prova d'espasa i sabre. En aquests Jocs, així mateix, aconseguí guanyar la medalla d'or en la prova de floret per equips formant part de l'Equip Mixt.
Va participar, als 45 anys, en els Jocs Olímpics d'Estiu de 1912 celebrats a Estocolm (Suècia), on va participar en les proves individuals de floret, espasa i sabre, així com per equips de d'espasa, sense obtenir cap resultat destacable.
Al llarg de la seva carrera va aconseguir guanyar el títol nacional del seu país de floret (1895), espasa (1896 i 1912) i sabre (1901, 1902 i 1903).